# المعموره
المعموره یک منطقهٔ مسکونی در قطر است که در الریان (شهرداری) واقع شده‌است. المعموره ۶٫۸ کیلومتر مربع مساحت دارد ۱۷ متر بالاتر از سطح دریا واقع شده‌است.